# كليسون
كليسون هي بلدة فرنسية تقع في إقليم لوار الأطلسية، بايي دو لا لوار في غرب فرنسا.